# Paria aterrima
Paria aterrima är en skalbaggsart som först beskrevs av Olivier 1808.  Paria aterrima ingår i släktet Paria och familjen bladbaggar. Inga underarter finns listade i Catalogue of Life.